# غورغي آن غيير
غورغي آن غيير (بالإنجليزية: Georgie Anne Geyer)‏ هي صحفية وكاتبة العمود وكاتِبة أمريكية، ولدت في 2 أبريل 1935 في شيكاغو في الولايات المتحدة، وتوفيت في 15 مايو 2019 في واشنطن العاصمة في الولايات المتحدة بسبب سرطان الفم.

## وصلات خارجية
- غورغي آن غيير على موقع إن إن دي بي (الإنجليزية)